# جيمي جاكوبس
جيمي جاكوبس (بالإنجليزية: Jimmy Jacobs)‏ (18 فبراير 1930 بسانت لويس في الولايات المتحدة - 23 مارس 1988 بنيويورك في الولايات المتحدة) هو لاعب كرة يد أمريكي.

## وصلات خارجية
- جيمي جاكوبس على موقع IMDb (الإنجليزية)
- جيمي جاكوبس على موقع قاعدة بيانات الفيلم (الإنجليزية)